# Cheyenne Mountain
Cheyenne Mountain er et bjerg ligger i det sydvestlige Colorado Springs i USA.
Bjerget huser Cheyenne Mountain Air Force Station og et atomsikret anlæg, NORAD. Bjerget er også stedet hvor man har filmet Stargate SG-1 og noget af Stargate Atlantis.